# استپا بوتائاس

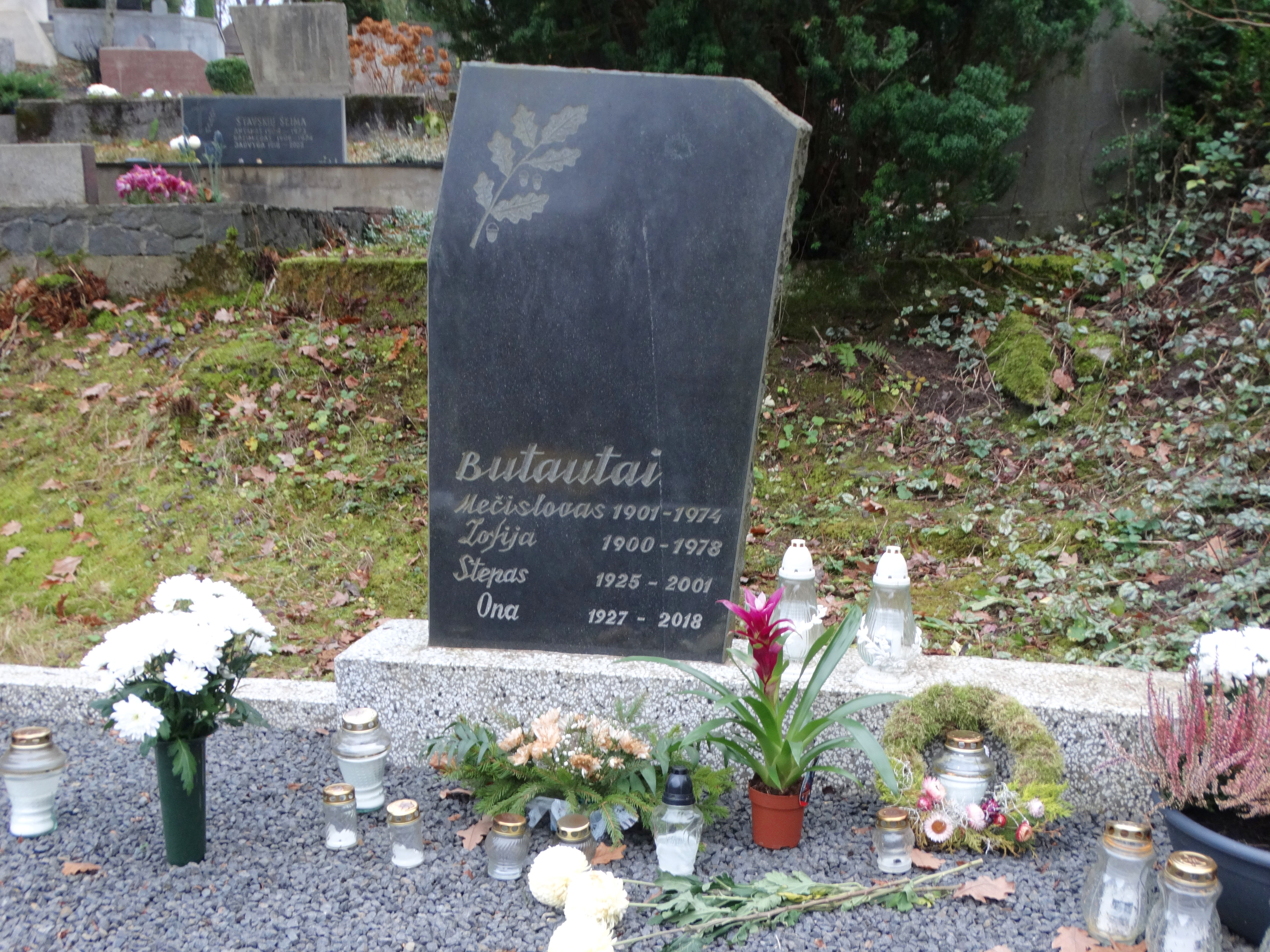
نمایی از سنگ‌مزار استپا بوتائاس - ۲۰۱۹

استپا بوتائاس (انگلیسی: Stepas Butautas; ۲۵ اوت ۱۹۲۵ – ۲۲ مارس ۲۰۰۱) بازیکن بسکتبال اهل لیتوانی بود.
او همچنین برندهٔ جوایزی همچون نشان پرچم سرخ کار شده‌است.
وی در مسابقات کشوری و بین‌المللی در مجموع برندهٔ ۸ مدال طلا، ۳ مدال نقره شده‌است.